# Via Atellana
La via Atellana era una strada della Campania antica e collegava Capua antica a Napoli attraversando la città di Atella dalla quale prendeva il nome.

## Storia
Prima della romanizzazione della Campania il tracciato si è evoluto ed ampliato nei diversi periodi osco, etrusco e sannita. Durante la civiltà romana transitarono personaggi importantissimi nell'antica Roma come Augusto, Mecenate e Virgilio.
Durante il basso medioevo, dopo l'anno 1030, con lo stabilirsi ad Aversa del primo nucleo normanno, il tratto della via Atellana tra Capua e Atella andò perdendo importanza, sostituito da una strada tra Capua e Aversa.

## Descrizione

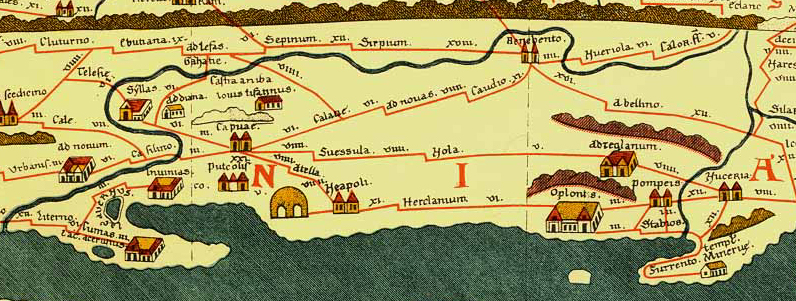
Via Atellana nella Tabula Peutingeriana

Lunga circa 18 miglia romane, aveva un percorso quasi rettilineo. Partiva da Capua antica in direzione Sant’Andrea dei Lagni, scavalcava il fiume Clanio con un ponte, e proseguiva attraversando gli odierni territori di Succivo, Sant'Arpino (nei pressi di Atella), Grumo, Secondigliano e Capodichino, terminando a Napoli.
Da Atella partivano altre strade o diverticoli, che collegavano la città ad altri centri abitati e ad altre vie, come ad esempio la via Antiqua, che da Atella andava verso ovest in direzione della via Consolare Campana.